# Nombre de cavitation
Le nombre de cavitation {\displaystyle {\sigma }_{c}} est un nombre sans dimension utilisé en mécanique des fluides. Il représente le rapport entre la pression locale et la pression dynamique,.
On le définit de la manière suivante :
{\displaystyle {\sigma }_{c}={\frac {p-p_{v}}{{\frac {1}{2}}\rho v^{2}}}}
avec :
- p - pression locale
- pv - pression saturante du liquide
- ρ - masse volumique
- v - vitesse du fluide

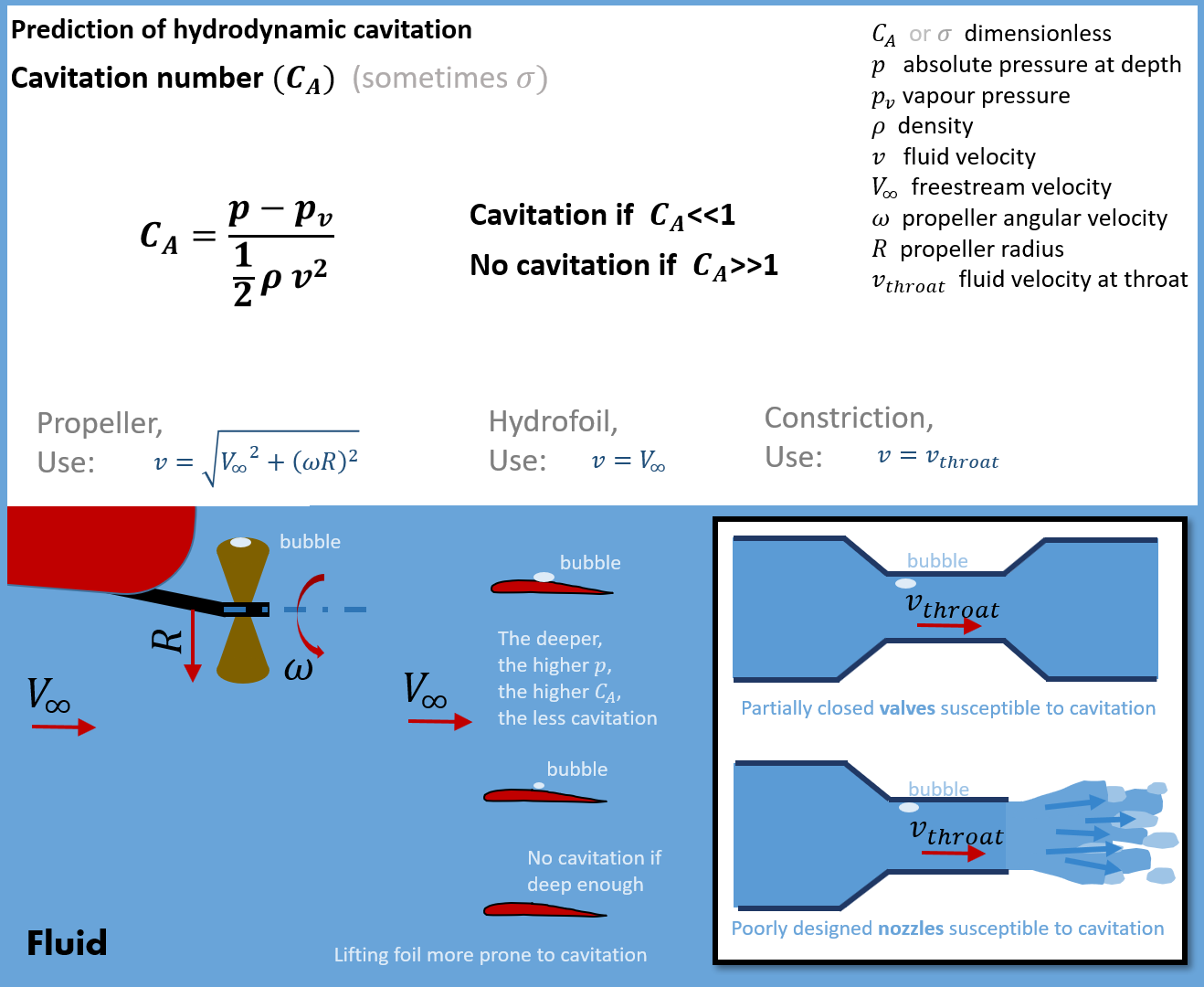
Nombre de Cavitation

Ce nombre est aussi appelé nombre de Leroux et est parfois confondu avec le nombre de Thoma. Le nombre de cavitation est un cas particulier du nombre d'Euler.